# Orestes Assali
Orestes Assali (n. en Buenos Aires el 14 de mayo de 1903 - f. en Buenos Aires en 1987) fue un escultor argentino.

## Carrera
Se recibió de Profesor Nacional de Dibujo en 1925 en la Academia Nacional de Bellas Artes, y realizó allí mismo estudios superiores en Modelado. Se desempeñó como docente en el área artística en diversas instituciones, como la Escuela Nacional de Bellas Artes, escuela N° 4 del Consejo Escolar 8 y la Escuela Prilidiano Pueyrredón.
Participó en numerosas oportunidades en el Salón Nacional (1928, 1929 a 1934, 1936, 1938 a 1941, 1943, 1944, 1946, 1947, 1952, 1953 y 1965) y además expuso en salones provinciales y municipales en Argentina, así como en el extranjero (París, New York, San Francisco, Virginia, Río de Janeiro, Chile, Uruguay, entre otras).
Parte de su obra se encuentra en el Museo Municipal de Bellas Artes de Buenos Aires y los museos de Rosario, Santiago del Estero y Santa Fe.

## Premios
- 1928 - Premio Estímulo por "Taciturno"
- 1930 - 3º Premio, Salón Nacional por la obra "Alba serena"
- 1931 - Premio "Jockey Club" por "Ansiedad"
- 1932 - Premio "Jockey Club", por "Composición Musical"
- 1932 - Premio Adquisición "Martín Rodríguez Galisteo"
- 1933 - 1º Premio Municipal y Medalla de Oro por "La Fuente"
- 1939 - 2º Premio "Comisión Nacional de Cultura" por "Cabeza de Mujer"
- 1948 - Premio "Martín Rodríguez Galisteo" y Medalla de Oro
- 1952 - Gran Premio de Honor Ministerio de Educación por la obra "Dolor eterno"
- 1952 - Gran Premio de Honor "presidente de la Nación Argentina" por la obra "Familia campesina"
- 1962 - Gran Premio de Honor de Escultura en el XXI Salón de Arte de Mar del Plata
- 1965 - Primer premio, apartado medalla, por "Combate"